# Wuxi
Wuxi (chiń. 无锡; pinyin Wúxī) – miasto o statusie prefektury miejskiej we wschodnich Chinach, w prowincji Jiangsu, port nad Wielkim Kanałem, w pobliżu jeziora Tai Hu. W 2024 roku liczba mieszkańców miasta wynosiła 7,495,222.. Ośrodek kultury, szkolnictwa wyższego, przemysłu włókienniczego, maszynowego, odzieżowego, spożywczego i wysokich technologii oraz wyrobu figurek z gliny; uzdrowisko i ośrodek wypoczynkowy. Miasto posiada własny port lotniczy.
W Wuxi znajduje się olbrzymi posąg Buddy, jeden z najwyższych pomników na świecie.
W 2024 r. PKB miasta Wuxi osiągnie 1626,329 mld juanów, co oznacza wzrost rok do roku o 5,8% w cenach stałych, wyższy niż średnia krajowa (5,0%). Wśród nich wartość dodana przemysłu pierwotnego wynosi 14,045 mld juanów, co oznacza wzrost rok do roku o 3,5%; wartość dodana przemysłu wtórnego wynosi 771,602 mld juanów, co oznacza wzrost rok do roku o 6,2%; wartość dodana przemysłu usługowego wynosi 840,682 mld juanów, co oznacza wzrost rok do roku o 5,4%; dochód fiskalny wynosi 121,01 mld juanów, co daje trzecie miejsce w prowincji, a PKB na mieszkańca wynosi 216 900 juanów, co daje trzecie miejsce w kraju po Pekinie i Szanghaju.

## Historia
Miasto początkowo nazywało się Youxi (有錫), co znaczy dosłownie „tam jest cyna”. Rezerwy cyny wyczerpały się jednak w epoce Han i od tamtej pory miasto nosi nazwę Wuxi (无锡), co oznacza dosłownie „tam nie ma cyny”.

## Współpraca
Miejscowości partnerskie:
- Akashi, Japonia
- Alameda, Stany Zjednoczone
- Ballerup, Dania
- Belo Horizonte, Brazylia
- Bocholt, Niemcy
- Cascais, Portugalia
- Chattanooga, Stany Zjednoczone
- Daejeon, Korea Południowa
- Egedal, Dania
- Frederikssund, Dania
- Gimhae, Korea Południowa
- Hamilton, Nowa Zelandia
- Kortrijk, Belgia
- Novo mesto, Słowenia
- Sagamihara, Japonia
- Scarborough, Kanada
- Zielona Góra, Polska